# 西沛郡
西沛郡，中国南北朝时设置的郡。
南朝梁普通三年（522年）侨置西沛郡，属北徐州。大同六年（540年）西沛郡改属安州。治所在闾城（今安徽省定远县北）。辖境相当今安徽省霍山县地，属霍州。太清三年（549年）被东魏占领，北齐在天保二年（551年）废西沛郡。